# Aezio di Amida
Aezio di Amida o Ezio (in latino: Aetius Amidenus; in greco: Ἀέτιος Ἀμιδηνός, Aètios Amidēnòs; Amida, seconda metà del V secolo – Alessandria d'Egitto, prima metà del VI secolo) è stato un medico e scrittore bizantino.

## Biografia
Nativo di Amida, città della Mesopotamia, nella sua opera cita, fra gli altri, Oribasio (325-403) e Galeno, ai quali, dunque, è posteriore. Parla, inoltre, di Cirillo di Alessandria (370-444) ed è citato da Alessandro di Tralles (ca. 525 – ca. 605), sicché si può desumere che Aezio visse tra la seconda metà del V e la prima metà del VI secolo.
Pochissime notizie biografiche sono note, poi, grazie ad accenni presenti nella sua opera più famosa: si sa, infatti, che praticò l'arte medica ad Alessandria d'Egitto e che viaggiò, visitando le miniere di rame di Soli (Cipro), la città di Gerico e il Mar Morto.

## Opere
Aezio scrisse i Βιβλία ἰατρικὰ ἑκκαίδεκα (Biblìa iatrikà hekkàideka, "Sedici libri di medicina"), un trattato diviso, nei codici, in quattro Tetrabiblia, ossia gruppi di quattro libri, secondo un raggruppamento non risalente all'autore.
L'opera, non originale e, come detto, fortemente dipendente dalla letteratura medica precedente, ebbe, comunque, il merito di riassumere la scienza medica in termini pratici per l'esercizio di essa nella vita quotidiana a Bisanzio. In effetti, nell'opera di Aezio sono riportati numerosi preparati galenici, come, ad esempio, un infuso anticoncezionale e un unguento contro l'acne. Tra l'altro, questo disturbo si ritrova per la prima volta negli scritti medici, con la dicitura ἁκμή.
Con il titolo latino di Contractae ex veteribus medicinae sermones XVI, l'opera di Aezio ebbe la sua prima stampa a Venezia solo negli anni 1543-44 , mentre risale al 1950 la più recente edizione critica, Aetii Amideni libri medicinales, a cura di Alessandro Olivieri.